# 奥克萨娜·丘索维金娜

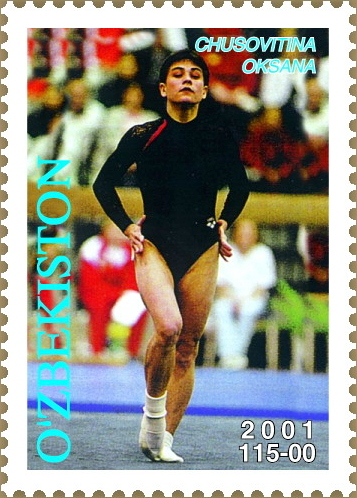
郵票

奥克萨娜·亚历山德罗芙娜·丘索维金娜（俄語：Оксана Александровна Чусовитина，羅馬化：Oksana Aleksandrovna Chusovitina，1975年6月19日—），生于苏联布哈拉市（今乌兹别克斯坦布哈拉州的首府），女子体操运动员，擅长跳马项目。自1992年开始，她连续参加了八届的奥运会。

## 生平
1993年以前，丘索维金娜代表苏联参加比赛。在苏联解体后，她成为乌兹别克斯坦公民、并开始代表乌兹别克斯坦征战。2006年至2012年期间，她拥有德国国籍，并在2008年北京奥运会上代表德国夺得体操跳马银牌。2010年，她作为乌兹别克斯坦体操队主教练参加广州亚运会。2012年，她再度代表德國隊參加倫敦奧運會，並以14.783分在跳馬項目中獲得第五名，依據台灣媒體報導，賽後丘索維金娜表示將正式告別體操賽場。然而，倫敦奧運會結束後，她仍然馳騁在體操場上，2014年仁川亞運會她以39歲高齡，代表烏茲別克拿下女子跳馬項目的銀牌。2016年，她參加了里約奧運會，她是奧運史上年紀最大的體操選手，同時也是世上第一位參加7屆奧運的體操選手。2018雅加達亞運會43歲的她力壓一眾年輕小將，以極微弱劣勢拼下銀牌，續寫傳奇。

## 成就
国际体操联合会中有三个动作以她的名字命名，
- 2个在高低杠项目；
- 1个在自由体操，即“直体后空翻两周加转体360度”。

## 轶事

### 伟大母亲
丘索维金娜的丈夫巴克德尔·克帕诺夫曾是乌兹别克斯坦的一名摔跤运动员。2002年，丘索维金娜的大儿子阿廖沙被诊断患上白血病。为了给孩子治病，已经退役的丘索维金娜重新出山，并以26岁的年纪开始向个人全能方向发展。她的无奈理由是，“一枚世锦赛金牌等于3,000欧元的奖金”。
这被中国媒体称为“伟大母亲”的丘索维金娜曾六次参加世界体操锦标赛，共获7枚奖牌；五次参加奥运会，其中1992年代表独联体夺得体操女子团体金牌，2008年代表德国夺得体操跳马銀牌；三次参加亚运会，其中1994年获得跳马和高低杠第三名，2002年夺得个人全能亚军。
丘索维金娜的事迹在北京奥运会期间被媒体关注后，中国前体操世界冠军李宁以“李宁基金会”的名义，向丘索维金娜捐款2万欧元，用于她儿子的治疗。

## 外部連結
- 奥克萨娜·丘索维金娜的Instagram帳戶